# پیتر وینهوف
پیتر وینهوف (انگلیسی: Peter Wynhoff؛ زادهٔ ۲۹ اکتبر ۱۹۶۸) بازیکن فوتبال اهل آلمان است.
از باشگاه‌هایی که در آن بازی کرده‌است می‌توان به باشگاه فوتبال اس‌سی فورتونا کلن و باشگاه فوتبال بروسیا مونشن‌گلادباخ اشاره کرد.